# 280省道 (广东省)
广东280省道（S280）是广东省内一条连接信宜市金垌镇径口社区至茂名市电白区水东港的省道，又稱径水线，呈西北-东南、东北-西南、北-南走向，途径信宜金垌、池洞、怀乡、洪冠、钱排，高州马贵、古丁、平山、长坡、曹江，高州市区、石仔岭、金山，茂南山阁、羊角、袂花，电白电海、高地、南海，终点水东港，全長約232.92公里。

## 信宜境内段
广东280省道信宜境内可分段为金垌镇至池洞镇段、池洞镇至洪冠镇段、洪冠镇至钱排镇段，后接高州市马贵镇境内段。信宜境内段于2025年1月26日全线通车。

### 金垌镇至池洞镇段
池径路，又名池径公路。为原广东649县道合并。2019年，对弯道处进行扩建，并更改编号为S280，并入径水线。
广海路（北）是广东280省道合并广东649县道的道路，该道路为连接池洞社区与池洞村的主要道路。

### 洪冠镇至钱排镇段
钱洪公路为广东649县道、广东621县道延长线与新建连接线的整合工程。部分为原有道路，自洪冠镇洪上村东至钱排镇钱新村西北为新建道路。新建道路建成后，280省道全线连接。
环城大道是钱排镇西部的绕城道路。建设目的为疏通道路、减轻银妃大道的交通压力，同时将原280省道、359国道迁线。

## 高州至水东段
S280省道高州至水东段，又称高水公路，简称高水路，于1992年动工，1995年底建成，起点为高州石仔岭冼太大道环岛，终点为电白砧板岭，全长44.6公里，由茂名市自行设计施工，是茂名市境内的第一条一级公路。该公路是连接高州、茂南、电白的主要交通要道，是全市车流量最大的重要干线公路。

### 历史
高水公路于1992年9月正式动工，动员20个施工队近2000名人员参与施工，总投资3.64亿元，由茂名市交通设计院按超一级公路六车道设计，路基宽度为30.5米，其中中间防撞分隔带2米，全线有立交桥4座、大桥2座、中桥3座。1995年12月29日，茂名市举行“庆祝高州至水东一级公路全线通车典礼”，高水公路正式通车，全线行车时速可达80公里以上。
2011年，茂名市公路管理局对高水公路进行路面改造，结合当年预留的路基宽度对路面进行扩宽。

### 分段

#### 茂高快线
北起高州石仔岭冼太大道环岛与207国道高州段（冼太大道）相接，南至茂名茂南区羊角（爱群村委）路口，线路全长26.621公里。建成时为双向四车道、水泥混凝土路面。2011年扩宽至双向六车道。2019年加铺沥青面层。

#### 茂名大道
北起茂名茂南区羊角（爱群村委）路口，南至电白七迳镇那楼转盘与228国道电白段（南海大道）相接，为联系茂名中心城区与高新区、电白区的城市快速路，建成时为双向六车道、水泥混凝土路面。2011年扩宽至双向八车道，路面加铺沥青面层。2017年3月，因深茂铁路江茂段在此南移，在原本的跨三茂铁路高架桥南端新建了高架桥。

### 收费站
高水公路沿线原设省道280线潭莲、山阁两个收费站。2009年茂名实行公路车辆通行费年票制后取消。